# Czartalizm
Czartalizm – doktryna ekonomiczna, według której pieniądz pochodzi od politycznych decyzji władz państwowych. Z czartalizmu wywodzi się MMT (neoczartalizm), będące jego ewolucją. Termin czartalizm stworzył niemiecki ekonomista Georg Friedrich Knapp w swojej książce z 1905 roku zatytułowanej Staatliche Theorie des Geldes.